# Episkop istočnoamerički Irinej
Irinej (svetovno Mirko Dobrijević; Klivlend, 6. februar 1955) episkop je istočnoamerički. Bivši je episkop Mitropolije australijsko-novozelandske (2011—2016), episkop australijsko-novozelandski i episkop administrator Eparhije za Australiju i Novi Zeland Mitropolije novogračaničke (2006—2011).

## Biografija
Rođen je 6. februara 1955. godine u Klivlendu (Ohajo, SAD) od oca Đure (1923–1975) i majke Milice (rođ. Svilar; 1923–2003). Odrastao je i školovan u rodnom Klivlendu gde je završio dvanaest razreda opšteg obrazovanja. Od 1973. do 1975. školovao se na Akademiji umetnosti u Klivlendu. Pohađao je Pravoslavnu bogosloviju svetog Tihona, Saut Kanan, u Pensilvaniji od 1975. do 1979. Godine 1980. započeo je studije na Pravoslavnoj teološkoj akademiji Svetog Vladimira, Krestvud, Njujork, i završio ih 1982. godine. Atinski Centar je pohađao 2000. i 2003. godine, posle čega je dobio diplomu poznavanja savremenog grčkog jezika. Nakon završenih studija na Pravoslavnoj duhovnoj akademiji svetog Tihona sa akademskom ocenom maxima cum laude, i Akademiji svetog Vladimira, primio je zvanje magistra bogoslovlja uz posebne pohvale za magistarski rad Episkop Nikolaj Velimirović: Misija u Americi 1921. godine.
Predavao je na Univerzitetu Lojola u Čikagu, a na poziv patrijarha srpskog Pavla i na Bogoslovskom fakultetu u Beogradu. Više godina je bio jedan od urednika magazina „Staze pravoslavlja”, zvanične publikacije Srpske pravoslavne crkve u SAD i Kanadi.
Mitropolit srednjozapadnoamerički Hristofor ga je 15. januara 1994. rukopoložio u čin đakona u Sabornoj crkvi Vaskrsenja Hristovog u Čikagu. Monaški postrig je primio 18. januara 1995. u manastiru Svetog Save u Libertivilu i tom prilikom je dobio monaško ime Irinej, po episkopu lionskom Svetom Irineju. Unapređen je u čin arhimandrita 18. juna 2006.
Do izbora za episkopa australijsko-novozelandskog obavljao je funkciju referenta Svetog arhijerejskog sinoda i šefa Kancelarije Odbora za Kosovo i Metohiju Svetog arhijerejskog sabora. Nosilac je Ordena Vuka Karadžića III stepena kojim ga je odlikovao Svetozar Marović, predsednik državne zajednice Srbije i Crne Gore. Član je Jasenovačkog odbora i Stalnog misijskog odbora Svetog arhijerejskog sinoda i Odbora za Kosovo i Metohiju Svetog arhijerejskog sabora. Imao je zapaženu ulogu kao izvršni direktor Kancelarije za spoljne poslove Srpske pravoslavne crkve u Vašingtonu. Bio je jedan od ključnih učesnika u poseti verskih vođa iz SAD Jugoslaviji 1999. Učestvovao je na mnogim skupovima koje je organizovala srpska zajednica u dijaspori. Bio je inicijator povezivanja najvećih srpskih organizacija u Americi.

## Episkop
Nakon što ga je Sveti arhijerejski sabor Srpske pravoslavne crkve izabrao za episkopa, dana 15. juna 2006. godine u Sabornoj crkvi u Beogradu hirotonisao ga je mitropolit crnogorsko-primorski Amfilohije za episkopa australijsko-novozelandskog, zajedno sa još 16 episkopa. Oktobra iste godine, naznačen je za episkopa administratora Eparhije za Australiju i Novi Zeland Mitropolije novogračaničke.
Na paralelnom zasedanju Eparhijskog saveta Eparhije australijsko-novozelandske i Crkveno-narodnog sabora Eparhije za Australiju i Novi Zeland Mitropolije novogračaničke, septembra 2010, usvojen je jedinstveni Ustav Mitropolije australijsko-novozelandske kojim je ostvareno potpuno crkveno-administrativno jedinstvo Srpske pravoslavne crkve u dijaspori. Episkop Irinej je sledeće godine izabran za episkopa Mitropolije australijsko-novozelandske.
Na redovnom majskom zasedanju Svetog arhijerejskog sabora, dana 26. maja 2016, episkop Irinej je izabran za arhijereja Eparhije istočnoameričke, a dotadašnji episkop Mitrofan (Kodić) je izabran za arhijereja upražnjene Eparhije kanadske. Za novog episkopa Mitropolije australijsko-novozelandske izabran je protosinđel Siluan (Mrakić).

## Spoljašnje veze
- His Grace The Right Reverend IRINEJ (Dobrijevic) Bishop of the Metropolitanate of Australia and New Zeland Архивирано на веб-сајту  (23. јун 2016)
- Prvi put u istoriji SAD: Molitva srpskog vladike na otvaranju Predstavničkog doma američkog Kongresa (SPC, 28. jul 2018) Архивирано на веб-сајту  (29. јул 2018)
- Pismo Episkopa istočnoameričkog Irineja sekretaru Blinkenu povodom zabrane ulaska Patrijarhu srpskom na Kosovo i Metohiju (SPC, 29. decembar 2022)